# Études et polkas de Martinů
Les études et polkas H. 308 sont un recueil de 16 pièces pour piano, groupées en trois livres, écrites par Bohuslav Martinů en 1945. 
Elles sont contemporaines de sa quatrième symphonie et suivent de près de cinq ans sa précédente partition pour piano seul, sa fantaisie et toccata. Son écriture s'étale entre juillet et août 1945 durant son séjour à Cap Cod ans le Massachusetts. Certaines pièces sont dédicacées à différentes personnes, dont Milada Svobodova, une astronome et peintre, rencontrée lors de son voyage d'exil vers les États-Unis en 1941, à qui le musicien dédie deux des trois cahiers.
La durée totale d'exécution dure environ une demi-heure. 
La polka en la, extraite du troisième livre, sera réarrangé par Jan Novák sous forme de nonette en 1955.
- Premier livre
  - Etude en ré (allegro)
  - Polka en ré (poco allegro)
  - Etude en la  (vivo)
  - Polka en la (poco allegro)
  - Pastorale (moderato)
  - Etude (poco allegro)
- Second livre
  - Etude en do (allegro)
  - Polka en fa (poco allegro)
  - Danse-étude (allegretto)
  - Polka en mi (allegro moderato)
  - Etude en fa (allegro)
- Troisième livre
  - Etude en la (moderato)
  - Polka en la (poco allegro)
  - Etude en fa (Allegro)
  - Polka en la (moderato)
  - Etude en fa (allegro)